# Pleasantville (Iowa)
Pleasantville és una població dels Estats Units a l'estat d'Iowa. Segons el cens del 2010 tenia 1.694 habitants.

## Demografia
Segons el cens del 2000 tenia 1.539 habitants, 615 habitatges, i 394 famílies. La densitat de població era de 512,3 habitants/km².